# New Cool Collective
New Cool Collective is een Nederlandse band die werd opgericht in 1993 en bestaat uit Benjamin Herman (saxofoon), Joost Kroon (drums), Frank van Dok (percussie), Willem Friede (keyboard/arrangeur), Jos de Haas (percussie), Leslie Lopez (bas), David Rockefeller (trompet) en Rory Ronde (gitaar).
Er bestaat ook een New Cool Collective Bigband van 19 musici. Dan speelt New Cool Collective met een uitgebreide blazerssectie. De bezetting van de big band is: twee altsaxofoons, twee tenorsaxofoons, een bariton saxofoon en een bas saxofoon, viermaal trompet, drie trombones en een bas trombone, gitaar, fender rhodes, percussie, conga's, drums en vocals.
New Cool Collective trad onder andere op in Boedapest, Letland, Estland, Wenen, Oeganda, Luxemburg, Rusland en Japan. De band was herhaaldelijk op tv te zien, onder andere in programma's als Barend en van Dorp, de Tros TV show, Raymann is Laat en Paradiso Live.

## Optredens, albums en prijzen

### 2000 - 2010
In 2000 won de band de Edison Jazz Award. In 2002 trad New Cool Collective op op de bevrijdingsfestivals in Groningen, Zwolle, Haarlem en 's-Hertogenbosch, waarbij ze met een helikopter van plaats naar plaats werden vervoerd.
New Cool Collective trad daarnaast maandelijks op in de zogenaamde New Cool-avonden. Daarbij wordt vaak gemusiceerd met gasten, waaronder drummer Tony Allen. In december 2006 deed New Cool Collective samen met Tony Allen en kora-speler Ali Boulo Santo een Afrobeat-tour in het clubcircuit. Tijdens een week in een boerderij werden de volgende nummers geschreven: Perry, Bambolé, Ms. Wilson, Propeller, Black Label, Son of ChaCha en Conga Yeye. Ms. Wilson is genoemd naar een Britse muzieklerares van een Oegandese muziekschool, waar New Cool Collective een workshop had gegeven. Black Label is gemaakt voor de optredens met drummer Tony Allen. Conga Yeye is een Cubaanse carnaval ritme. Dit project kreeg de naam Trippin’ en werd uitgebracht bij Dox Records.
In de zomer van 2005 speelden ze op popfestivals Roskilde, Lowlands en het Hongaarse Sziget Festival. In het najaar maakten ze een tour langs de Nederlandse clubs. In februari 2006 was de wereldwijde release van de 12’’ versie van Perry via het Britse Freestyle label.
In 2006 maakte de band een tour door Canada, gaf medewerking aan een documentaire met gitarist Jan Akkerman en verzorgde optredens in Oekraïne, Noorderslag, North Sea Jazz en het London Jazz Festival. In april 2007 kwam het album Big Band live uit. In oktober van dat jaar kwam dit album ook in Japan uit onder het Japanse label P-Vine Records. In 2007 en 2009 trad New Cool Collective ook op in een theatertour samen met dichter/schrijver Jules Deelder. In 2008 was New Cool Collective het voorprogramma van Doe Maar, naast Wouter Hamel.
New Cool Collective's nummer Big Mondays wordt gebruikt als titelsong van het televisieprogramma De Vloer Op. Het televisieprogramma Sorry, Minister gebruikte in 2009 als titelsong het nummer 'Lang Lang', geschreven voor de gelijknamige pianist uit China.

### 2010 - heden
In 2012 opende de New Cool Collective Big Band voor het eerst de Uitmarkt, wat rechtstreeks op Nederland 2 te zien was. Hier begeleidden ze een keur aan Nederlandse artiesten, die allemaal een nummer zongen en door de big band werden begeleid. De band treedt ook op in de in 2013 uitgebrachte film Toegetakeld door de liefde als fictieve band luisterend naar de naam "De Euromasters". Nummers speciaal geschreven voor deze film zijn terug te vinden op hun album Chin Chin. Op 4 oktober 2013 won de band met deze muziek een Gouden Kalf voor beste filmmuziek op het Nederlands Film Festival. In 2014 verscheen Hollandse Meesters waarop New Cool Collective Nederpopklassiekers coverde met Guus Meeuwis. Een concertregistratie werd uitgezonden op NPO 3.
Eind 2015 kwam de ep The Things You Love uit; dit was een samenwerking met zanger Mark Reilly van de Britse groep Matt Bianco. Er volgde een tournee die in eerste instantie tot 2016 duurde. 
In november 2017 verscheen Electric Monkey Sessions 2, het vervolg op Electric Monkey Sessions dat in de gelijknamige studio in Amsterdam is opgenomen. Vooruitlopend op het 25-jarig jubileum verscheen de band in De Wereld Draait Door om een medley te spelen van pophits uit 1993.             
In 2018 ontving de band een Edison; het jaar werd afgesloten met een uitverkocht concert in de Melkweg waarbij Dave von Raven (The Kik), Fay Lovski en Mark Reilly gastoptredens verzorgden.
In 2020 kwam er een tweede samenwerkingsalbum met Mark Reilly; High Anxiety.

## Discografie

### Albums
| Album met eventuele hitnotering(en) in de Nederlandse Album Top 100 | Datum van verschijnen | Datum van binnenkomst | Hoogste positie | Aantal weken | Opmerkingen                                          |
| ------------------------------------------------------------------- | --------------------- | --------------------- | --------------- | ------------ | ---------------------------------------------------- |
| Soul jazz latin flavours nineties vibe                              | 1997                  |                       |                 |              |                                                      |
| More! soul jazz latin flavours nineties vibe                        | 1998                  |                       |                 |              |                                                      |
| Big                                                                 | 2000                  |                       |                 |              |                                                      |
| Bring it on                                                         | 2002                  | 28-09-2002            | 46              | 6            |                                                      |
| Trippin’                                                            | 2005                  | 03-09-2005            | 87              | 3            |                                                      |
| Big band live                                                       | 2007                  | 12-05-2007            | 45              | 4            |                                                      |
| Out of office                                                       | 2008                  | 10-05-2008            | 39              | 11           |                                                      |
| Sugar protocol                                                      | 2009                  |                       |                 |              | met Los Papines en Mapacha Afrika                    |
| Chocolade                                                           | 2009                  |                       |                 |              | met Typhoon                                          |
| Pachinko                                                            | 2010                  | 10-04-2010            | 51              | 3            | als New Cool Collective Big Band                     |
| In concert                                                          | 2010                  |                       |                 |              |                                                      |
| Eighteen                                                            | 2011                  | 29-10-2011            | 64              | 5            |                                                      |
| Chin Chin                                                           | 2013                  |                       |                 |              |                                                      |
| Hollandse meesters                                                  | 2014                  | 25-10-2014            | 1(1wk)          | 1*           | met Guus Meeuwis / als New Cool Collective Big Band  |
| Electric Monkey Sessions                                            | 2014                  | 18-07-2015            | 59              | 1            |                                                      |
| The Things You Love                                                 | 2016                  |                       |                 |              | met Mark Reilly van Matt Bianco                      |
| New Cool Collective Big Band featuring Thierno Koite                | 2017                  |                       |                 |              | met Thierno Koite / als New Cool Collective Big Band |
| Electric Monkey Sessions 2                                          | 2017                  | 02-12-2017            | 187             | 2            |                                                      |
| XXV                                                                 | 2018                  |                       |                 |              |                                                      |
| Dansé Dansé                                                         | 2019                  |                       |                 |              |                                                      |
| Trippin’ Redux                                                      | 2020                  |                       |                 |              | met Tony Allen                                       |
| High Anxiety feat Matt Bianco                                       | 2020                  |                       |                 |              | met Matt Bianco                                      |
| YUNIKōN                                                             | 2021                  |                       |                 |              |                                                      |
| Trippin’ (Reissue)                                                  | 2022                  |                       |                 |              | met Tony Allen                                       |